# Interferón pegilado
El interferón pegilado o peginterferón, es un medicamento que se emplea en el tratamiento de la hepatitis B crónica y la hepatitis C crónica. Es un conjugado covalente formado por la unión de interferón al polímero polietilenglicol.

## Interferón
Los interferones son unas proteínas producidas naturalmente por el sistema inmunitario de la mayoría de los animales como respuesta a agentes patógenos, por ejemplo virus o células cancerígenas. Los interferones son glicoproteínas de la clase de las citocinas. El nombre deriva de su capacidad para interferir en la replicación de los virus en las células del huésped.
Para emplearlo como medicamento, se obtiene mediante técnicas de ingeniería genética, a partir de una clona de la bacteria Escherichia coli que contiene un plásmido con el gen que codifica el interferón alfa, obtenido previamente de leucocitos humanos.

## Pegilación
La pegilación consiste en la modificación de una molécula biológica, conjugándola mediante enlace covalente con polietilenglicol (PEG), el PEG es un polímero hidrosoluble. Mediante el proceso de pegilación se consigue el cambio en las propiedades de la molécula inicial, mejorando su solubilidad, disminuyendo su capacidad para ocasionar respuestar alérgicas y haciendo posible una menor frecuencia de administración sin pérdida de eficacia. Por ello determinados medicamentos se someten al proceso de pegilación para mejorar sus propiedades.

## Tipos
Existen 2 tipos de interferón pegilado. Se diferencian en la molécula de PEG lo que hace que tengan propiedades diferentes y se administren con dosis e intervalos distintos.  y  se consideran sin embargo equivalentes en cuanto a seguridad y eficacia.

## Usos
- El interferón pegilado alfa-2a (Pegasys®). Se emplea para el tratamiento de la hepatitis B crónica, o asociado a otros medicamentos en el tratamiento de la hepatitis C crónica.
- El interferón pegilado alfa-2b (PegIntron®). Se emplea para el tratamiento de la hepatitis B crónica, o en asociación con la ribavirina u otros fármacos para el tratamiento de la hepatitis C crónica.